# Emmanuel Félix de Wimpffen
Emmanuel Félix de Wimpffen, francoski general avstrijskega rodu, * 13. september 1811, † 26. februar 1884.

## Življenjepis
Po študiju na École spéciale militaire de Saint-Cyr je postal častnik in nato služil v Alžiriji. Leta 1840 je bil povišan v stotnika in leta 1847 je postal poveljnik bataljona. Prvič je nase opozoril med krimsko vojno kot polkovnik turško-perzijskega polka; zaradi svojega izkazanega poguma med zavzetjem Mamelona je bil povišan v brigadnega generala. 
Med drugo italijansko osamosvojitveno vojno se je ponovno izkazal, tokrat kot poveljnik brigade gardne pehote med bitko za Magento. Do francosko-pruske vojne je služil predvsem v Alžiriji. Po prvih neuspehih med francosko-prusko vojno je prevzel poveljstvo 5. korpusa in nato poveljstvo Armade Châlonsa v primeru, če bi bil poveljnik maršal Mac Mahon odsoten. Med bitko za Sedan je bil MacMahon ranjen in general Ducrot je prevzel poveljstvo armade ter ukazal umik. Wimpffen pa je takrat uporabil predhodno imenovanje in preklical ukaz o umiku; posledično se je moral on pogajati o kapitulaciji celotne francoske armade. 
Po vojnem ujetništvu je živel v Algiersu in leta 1884 je umrl v Parizu.